# Węgry na Zimowych Igrzyskach Olimpijskich 1968
Węgry na Zimowych Igrzyskach Olimpijskich 1968 reprezentowało 10 zawodników: 8 mężczyzn i 2 kobiety. Był to dziesiąty start reprezentacji Węgier na zimowych igrzyskach olimpijskich.

## Skład kadry

### Biegi narciarskie
Mężczyźni
| Konkurencja | Zawodnik      | Bieg      | Bieg    |
| Konkurencja | Zawodnik      | Czas      | Pozycja |
| ----------- | ------------- | --------- | ------- |
| 15 km       | Miklós Holló  | 58:37.2   | 64      |
| 15 km       | Tibor Holéczy | 53:35.9   | 49      |
| 30 km       | Miklós Holló  | 1'53:41.1 | 59      |
| 30 km       | Tibor Holéczy | 1'51:42.0 | 57      |
| 50 km       | Miklós Holló  | 2'51:24.1 | 45      |
| 50 km       | Tibor Holéczy | 2'45:38.0 | 42      |

Kobiety
| Konkurencja | Zawodniczka | Bieg    | Bieg    |
| Konkurencja | Zawodniczka | Czas    | Pozycja |
| ----------- | ----------- | ------- | ------- |
| 5 km        | Éva Balázs  | 18:05.8 | 27      |
| 10 km       | Éva Balázs  | 40:58.3 | 24      |

### Łyżwiarstwo figurowe
Mężczyźni
| Zawodnik   | J.O. | J.D. | Punkty | Miejsce | Pozycja |
| ---------- | ---- | ---- | ------ | ------- | ------- |
| Jenö Ebert | 17   | 24   | 1595.4 | 180     | 19      |

Kobiety
| Zawodniczka    | J.O. | J.D. | Punkty | Miejsce | Pozycja |
| -------------- | ---- | ---- | ------ | ------- | ------- |
| Zsuzsa Almássy | 6    | 8    | 1757.0 | 57      | 6       |

### Łyżwiarstwo szybkie
Mężczyźni
| Konkurencja | Zawodnik       | Wyścig  | Wyścig  |
| Konkurencja | Zawodnik       | Czas    | Pozycja |
| ----------- | -------------- | ------- | ------- |
| 500 m       | György Martos  | 43.0    | 38      |
| 500 m       | Mihály Martos  | 42.5    | 31      |
| 1500 m      | Mihály Martos  | 2:15.8  | 45      |
| 1500 m      | György Ivánkai | 2:12.6  | 29      |
| 1500 m      | György Martos  | 2:12.2  | 27      |
| 5000 m      | György Ivánkai | 8:07.5  | 31      |
| 10,000 m    | György Ivánkai | 17:36.2 | 27      |

### Skoki narciarskie
| Zawodnik      | Konkurencja       | 1 seria   | 1 seria | 2 seria   | 2 seria | Ogólnie | Ogólnie |
| Zawodnik      | Konkurencja       | Odległość | Punkty  | Odległość | Punkty  | Punkty  | Pozycja |
| ------------- | ----------------- | --------- | ------- | --------- | ------- | ------- | ------- |
| Mihály Gellér | Skocznia normalna | 64.0      | 45.2    | 67.5      | 83.8    | 129.0   | 58      |
| László Gellér | Skocznia normalna | 73.0      | 98.6    | 69.5      | 91.0    | 189.6   | 34      |
| Mihály Gellér | Skocznia duża     | 85.5      | 80.6    | 92.0      | 57.2    | 137.8   | 56      |
| László Gellér | Skocznia duża     | 95.0      | 98.9    | 90.0      | 92.4    | 191.3   | 19      |